# 法蘭克·馬歇爾
法蘭克·威爾頓·馬歇爾（英語：Frank Wilton Marshall，1946年9月13日—）是一名美國的製片與導演。
時常與同是製片的妻子凱斯琳·甘迺迪一起合作，兩人更一同創建了電影製片公司The Kennedy/Marshall Company。目前這家公司也與環球影業有合約關係，亦時常與名導演史蒂芬·史匹柏合作。
馬歇爾自1973年開始就擔任好萊塢電影的監製，一開始馬歇爾大多擔任影片的副監製，作品包括《最後一場電影》（The Last Picture Show）、《紙月亮》、《愛的大追蹤》，之後開始擔任印第安那·瓊斯系列電影監製、《鐵鈎船長》、《回到未來》系列、《紫色姐妹花》、《威探闖通關》和《太陽帝國》、《鬼哭神號》，其他監製作品包括《靈異第六感》、《愛在冰雪紛飛時》以及《侏儸紀世界》。
他執導的第一部作品是《小魔星》。

## 作品

### 執導
- 《小魔星》（1990）
- 《我們要活著回去》（1993）
- 《剛果驚魂》（1995）
- 《極地長征》（2006）
- 《比吉斯：如何修補破碎的心（英语：The Bee Gees: How Can You Mend a Broken Heart）》（2020）
- 《爵士音樂節：紐奧良的故事（英语：Jazz Fest: A New Orleans Story）》（2022）
- 《拉瑟傳（英语：Rather (film)）》（暫譯，2023）
- 《樂壇傳奇：海灘男孩（英语：The Beach Boys (film)）》（2024）

## 外部連結
- 法蘭克·馬歇爾在互联网电影资料库（IMDb）上的資料（英文）